# Кожахметов, Абай Талгатович
Абай Талгатович Кожахметов (род. 11 сентября 1994, Алма-Ата) — казахстанский каратист и трикер, мастер спорта Республики Казахстан, многократный чемпион Казахстана по карате.

## Биография
Абай Кожахметов родился в городе Алма-Ата в 1994 году.
В 2001—2012 годах получал среднее образование в Казахстанско-Российской гимназии № 38 им. Ломоносова, города Алма-Ата.
В 2012—2016 годах обучался в Алматы Менеджмент Университет.
Сын триатлониста, марафонца и действующего гендиректора ТОО «Алем-Кенсе» Талгата Базарбаевича Кожахметова; племянник главы республиканского общественного движения «Шанырак» и президента Алматы Менеджмент Университета Асылбека Кожахметова и младший брат казахстанского пловца в ластах мастера спорта Республики Казахстан международного класса Серика Талгатовича Кожахметова. Мать — Салтанат Кожахметова.
По состоянию на 2017 год проживает в Алма-Ате.

## Спортивная карьера

### Карате
Карате занялся с 6 лет в Алма-Ате. Многократный чемпион и призёр Казахстана по карате в номинации ката, кумитэ и фехтование.
Входил в национальную сборную Казахстана по карате. В 2011 году принимал участие в Чемпионате Азии, но в категории ката проиграл бронзовый матч. В 2013 году на Чемпионате Азии уже занял 3 место.

### Трикинг
После карате, в 2013 году, в возрасте 19 лет, реализуя накопленную спортивную базу и опыт, Абай занялся трикингом. Является одним из пионеров этого вида спорта в Казахстане, в 2013 году с единомышленниками провёл первый фестиваль трикинга Казахстана. В 2014 году занял I место на международном фестивале уличных культур Piter Street Games в городе Санкт-Петербург. В 2015 году принимал участие в Чемпионате мира по трикингу, но призовых мест не занял.

В Казахстан трикинг пришел недавно, около четырёх лет назад. Все равно на фоне соседних стран в Казахстане он развивается очень медленно. А самих трикеров очень мало. Я пришел в этот вид спорта из каратэ. Узнал о нём из видео на YouTube. Благодаря каратэ у меня была какая-то база. Вообще в трикинг приходят из разных видов спорта. Трикинг очень травмоопасный вид спорта, мы занимаемся чаще всего на газонах, никаких матов нет, поэтому у нас бывает много травм.

## Достижения

### Соревнования Казахстана
- 29—30 марта 2014, Чемпионат Республики Казахстан по карате, Астана —  (Мастер спорта Республики Казахстан)